# Simon Maurberger
Simon Maurberger (Brunico, 20 febbraio 1995) è uno sciatore alpino italiano, vincitore della Coppa Europa nel 2019.

## Biografia
Maurberger, originario di Valle Aurina e attivo in gare FIS dal dicembre del 2010, ha esordito in Coppa Europa il 15 dicembre 2013 a Pozza di Fassa in slalom speciale, senza completare la prova, e in Coppa del Mondo il 26 ottobre 2014 a Sölden in slalom gigante, senza qualificarsi per la seconda manche.
Il 13 gennaio 2016 ha ottenuto la prima vittoria, nonché primo podio, in Coppa Europa, nello slalom gigante disputato a Folgaria/Lavarone; ai Mondiali di Sankt Moritz 2017, suo esordio iridato, si è classificato 24º nello slalom gigante. Ai successivi Mondiali di Åre 2019 ha vinto la medaglia di bronzo nella gara a squadre ed è stato 23º nello slalom gigante; in quella stessa stagione 2018-2019 si è aggiudicato la Coppa Europa generale.

## Palmarès

### Mondiali
- 1 medaglia:
  - 1 bronzo (gara a squadre a Åre 2019)

### Coppa del Mondo
- Miglior piazzamento in classifica generale: 44º nel 2020

### Coppa Europa
- Vincitore della Coppa Europa nel 2019
- 10 podi:
  - 6 vittorie
  - 2 secondi posti
  - 2 terzi posti

#### Coppa Europa - vittorie
| Data            | Località          | Paese   | Specialità |
| --------------- | ----------------- | ------- | ---------- |
| 13 gennaio 2016 | Folgaria/Lavarone | Italia  | GS         |
| 26 gennaio 2018 | Chamonix          | Francia | SL         |
| 5 dicembre 2018 | Funäsdalen        | Svezia  | GS         |
| 6 gennaio 2019  | Val-Cenis         | Francia | SL         |
| 7 gennaio 2019  | Val-Cenis         | Francia | SL         |
| 16 marzo 2019   | Sella Nevea       | Italia  | KB         |

Legenda:

GS = slalom gigante

SL = slalom speciale

KB = combinata

### South American Cup
- Miglior piazzamento in classifica generale: 14º nel 2019
- 2 podi:
  - 1 vittoria
  - 1 terzo posto

#### South American Cup - vittorie
| Data              | Località             | Paese     | Specialità |
| ----------------- | -------------------- | --------- | ---------- |
| 18 settembre 2018 | Usuhaia Cerro Castor | Argentina | SL         |

Legenda:

SL = slalom speciale

### Australia New Zealand Cup
- Miglior piazzamento in classifica generale: 3º nel 2025
- 1 podio:
  - 1 secondo posto

### Campionati italiani
- 1 medaglia:
  - 1 argento (slalom speciale nel 2023)